# Xanthia rectilineata
Xanthia rectilineata är en fjärilsart som beskrevs av George Francis Hampson 1894. Xanthia rectilineata ingår i släktet Xanthia och familjen nattflyn. Inga underarter finns listade i Catalogue of Life.